# كارابولاك
كارابولاك (بالروسية: Карабулак) هي إحدى مدن روسيا في الكيان الفدرالي الروسي إنغوشيتيا.

## المناخ
يظهر الجدول التالي التغييرات المناخية على مدار السنة لكارابولاك:
| البيانات المناخية لـكارابولاك     | البيانات المناخية لـكارابولاك | البيانات المناخية لـكارابولاك | البيانات المناخية لـكارابولاك | البيانات المناخية لـكارابولاك | البيانات المناخية لـكارابولاك | البيانات المناخية لـكارابولاك | البيانات المناخية لـكارابولاك | البيانات المناخية لـكارابولاك | البيانات المناخية لـكارابولاك | البيانات المناخية لـكارابولاك | البيانات المناخية لـكارابولاك | البيانات المناخية لـكارابولاك | البيانات المناخية لـكارابولاك |
| الشهر                             | يناير                         | فبراير                        | مارس                          | أبريل                         | مايو                          | يونيو                         | يوليو                         | أغسطس                         | سبتمبر                        | أكتوبر                        | نوفمبر                        | ديسمبر                        | المعدل السنوي                 |
| --------------------------------- | ----------------------------- | ----------------------------- | ----------------------------- | ----------------------------- | ----------------------------- | ----------------------------- | ----------------------------- | ----------------------------- | ----------------------------- | ----------------------------- | ----------------------------- | ----------------------------- | ----------------------------- |
| متوسط درجة الحرارة الكبرى °م (°ف) | 0.5 (32.9)                    | 2.1 (35.8)                    | 7.6 (45.7)                    | 16.0 (60.8)                   | 22.0 (71.6)                   | 25.9 (78.6)                   | 28.2 (82.8)                   | 27.7 (81.9)                   | 22.5 (72.5)                   | 15.8 (60.4)                   | 8.2 (46.8)                    | 2.9 (37.2)                    | 15.0 (58.9)                   |
| المتوسط اليومي °م (°ف)            | −3.3 (26.1)                   | −2.1 (28.2)                   | 3.0 (37.4)                    | 9.9 (49.8)                    | 15.8 (60.4)                   | 19.7 (67.5)                   | 22.1 (71.8)                   | 21.5 (70.7)                   | 16.5 (61.7)                   | 10.5 (50.9)                   | 4.2 (39.6)                    | −0.7 (30.7)                   | 9.8 (49.6)                    |
| متوسط درجة الحرارة الصغرى °م (°ف) | −7.1 (19.2)                   | −6.2 (20.8)                   | −1.6 (29.1)                   | 3.8 (38.8)                    | 9.7 (49.5)                    | 13.5 (56.3)                   | 16.1 (61.0)                   | 15.4 (59.7)                   | 10.6 (51.1)                   | 5.2 (41.4)                    | 0.2 (32.4)                    | −4.2 (24.4)                   | 4.6 (40.3)                    |
| الهطول مم (إنش)                   | 25 (1.0)                      | 26 (1.0)                      | 36 (1.4)                      | 57 (2.2)                      | 92 (3.6)                      | 113 (4.4)                     | 87 (3.4)                      | 70 (2.8)                      | 52 (2.0)                      | 40 (1.6)                      | 36 (1.4)                      | 29 (1.1)                      | 663 (25.9)                    |
| المصدر:                           |                               |                               |                               |                               |                               |                               |                               |                               |                               |                               |                               |                               |                               |